# Joselândia
Joselândia est une municipalité brésilienne située dans l'État du Maranhão.